# 喜べ、母なるポーランドよ

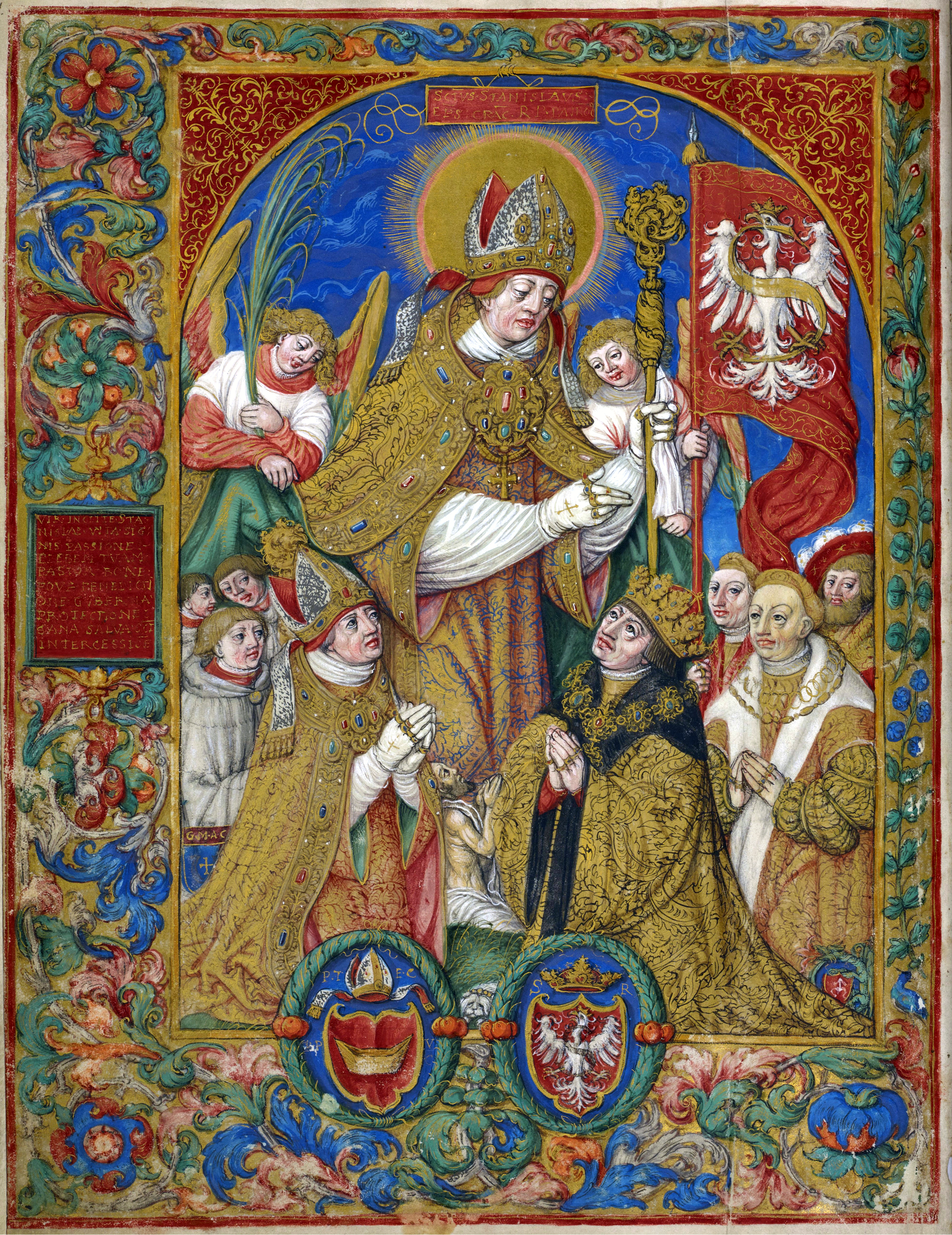
シュチェパヌフのスタニスラウスを描いた細密画（スタニスワフ・サモスチェルニク作）。

『喜べ、母なるポーランドよ』（よろこべ、ははなるポーランドよ、中世ラテン語: Gaude Mater Polonia、教会ラテン語発音: ガウデ・マーテル・ポローニア  ラテン語発音: [ˈɡau̯.dɛ ˈmaː.tɛr pɔˈlɔː.ni.a]、ポーランド語: Raduj się, matko Polsko）は、最も重要な中世ポーランドの聖歌の1つである。13世紀から14世紀の間にクラクフ司教、聖スタニスラウスをたたえるためにラテン語で書かれた。ポーランドの騎士は戦いに勝利した後にこの聖歌を詠唱した。おそらく、聖餐の賛美歌「おお、救いの犠牲よ」と関連のあるグレゴリオ聖歌の旋律の1つに乗せて歌われた。ポーランド王国とポーランド・リトアニア共和国の歴史的な国歌として広く認められている。

## 歴史
この賛歌は、1253年9月8日にアッシジでシュチェパヌフのスタニスラウスが列聖されたことに併せて歌われるようになった。スタニスラウスは1079年4月11日に殉教した。本賛歌の作者の詩人キェルチャのヴィンツェンティ（ドミニコ会士、クラクフの律修司祭、司祭イヴォ・オドロヴォンシュのチャプレン）は、音楽史の中で名前が知られている最初のポーランド人作曲家である。長い間、ヴィンツェンティは誤ってキェルツェのヴィンツェンティと呼ばれていた。「喜べ、母なるポーランドよ」が初めて演奏されたのは、クラクフで列聖式典が行われていた1254年5月8日だったと推測される。
ヴィンツェンティはラテン語で『聖スタニスラウス伝（Dies adest celebris）』を書いた。ヴィンツェンティは司祭スタニスラウスの生涯と業績、彼の死後に起こった奇跡について記述することを決めた。この奇跡はスタニスラウスの死後2世紀にわたって人々に言い伝えられていた。伝説では、聖スタニスラウスの亡骸が切断された後、奇跡的に再集合して再び全身が形作られたこと、その間にワシの群れが空で周回していた、とされる。これは、その当時のポーランドの状況、つまり分割されたが、元に戻って再び1つの国となることを願っていること、の寓喩であった。短身王ヴワディスワフの治世下、聖スタニスラウスの列聖の数年後にポーランドは再統合された。
歌の要素が含まれる『聖スタニスラウス伝』の中で、「喜べ、母なるポーランドよ」の部分はしばらくして独立した曲と認められた。何年もかけて、この曲は最終的にピャスト朝の王室歌となった。歌はポーランドの歴史と伝統の一部となり、ポーランドの君主の戴冠式や王族の婚姻に際して、またウィーンでのヤン3世ソビェスキの1683年の勝利の祝賀でも歌われた。王や軍司令官らは戦いの後にこの賛歌を歌うことによって彼らの成功に対して感謝をささげた。旋律はおよそ750年間にわたって人気を博しており、ポーランド文化の重要な要素となっている。今日、ほとんどの大学で新年度の始業式や、重要な祝日で歌われる。

## 音楽
音楽的観点からは、「喜べ、母なるポーランドよ」は、他のいかなるラテン語賛歌とは似ていない独特の旋律線を持つ。旋律は、弓型の対称構造を有しており、民俗音楽の特徴である物語型の旋律となっている。旋律は大きな喜びに満ちた、しかし誇り高い特徴を持つ。いくつかの文献は、この旋律が聖ドミニコに対する賛歌「喜べ、母なる教会よ《Gaude Mater Ecclesia》」（イタリアのドミニコ会に起源がある）から着想を得た、と述べている。
最も一般的にはテオフィル・トマシュ・クロノウスキー（1805年 - 1876年）の編曲で歌われる。この編曲は混声四部合唱のために書かれており、旋律は4小節に収まっている。現在はもはやポーランドの国歌ではないものの、国民的ならびに宗教的に重要な儀式ではしばしば歌われる。

## 歌詞

### ラテン語原詞
Gaude, mater Polonia,

prole fecunda nobili.

Summi Regis magnalia

laude frequenta vigili.

Cuius benigna gratia

Stanislai Pontificis

passionis insignia

signis fulgent mirificis.

Hic certans pro iustitia,

regis non cedit furiae:

stat pro plebis iniuria

Christi miles in acie.

Tyranni truculentiam

qui dum constanter arguit,

martyrii victoriam

membratim cæsus meruit.

Novum pandit miraculum

splendor in sancto caelicus,

redintegrat corpusculum

sparsum caelestis medicus.

Sic Stanislaus pontifex

transit ad caeli curiam,

ut apud Deum opifex

nobis imploret veniam.

Poscentes eius merita,

salutis dona referunt:

morte praeventi subita

ad vitae portum redeunt.

Cuius ad tactum anuli

morbi fugantur turgidi:

ad locum sancti tumuli

multi curantur languidi.

Surdis auditus redditur,

claudis gressus officium,

mutorum lingua solvitur

et fugatur daemonium.

Ergo, felix Cracovia,

sacro dotata corpore

Deum, qui fecit omnia,

benedic omni tempore.

Sit Trinitati gloria,

laus, honor, iubilatio:

de Martyris victoria

sit nobis exsultatio.

Amen—  (英語) Gaude mater Polonia, ウィキソースより閲覧。

### ポーランド語詞
Gaude, mater Polonia,

Raduj się matko Polsko.

Twój ród wsławiony

Niech Pana chwali,

Króla królów najwyższego.

Z łaski Pana naszego

Cudowny znak

Na Stanisława Biskupa spadł.

Albowiem męczeństwo jego jaśnieje

Niezwyczajnym promieniem.

Swego ludu bronić chciał

Biskup Stanisław.

Nawet gniew króla nie wstrzymał go.

Chrystusa żołnierz do walki staje sam.

Laude frequenta vigili.

Amen.—